# Dictyoptera
Dictyoptera zahrnuje 3 skupiny polyneopterního hmyzu - šváby (Blattaria), všekazy (Isoptera) a kudlanky (Mantodea). Přestože všechny současné Dictyoptera mají krátké kladélko (ovipositor), nejstarší fosilní Dictyoptera mají dlouhé kladélko, podobně jako hmyz z řádu rovnokřídlých.
Používáni termínu Dictyoptera se v čase různilo, nejvíce se používal v minulém století, ale stále je široce používán. Obvykle je považován za nadřád, který tvoří švábi, všekazi a kudlanky. V některých systémech je ale přesunut na úroveň řádu. V obou přístupech jsou ovšem všechny 3 skupiny stejné, jen se mění jejich hodnost.
Na základě genetických dat jsou nejbližšími žijícími příbuznými řádu Dictyoptera strašilky, strašilkovci a cvrčkovci. Pokud je Dictyoptera považována za nadřád, tak by tyto skupiny měly být v něm obsaženy.